# Окинава-Кёкурю-кай
Окинава Кёкурю-кай (沖縄旭琉会, Okinawa Kyokuryū-kai) — преступная организация якудза, базирующаяся на острове Окинава в Японии. Означенная группа якудза, насчитывающая около 300 активных членов, Окинава Кёкурю-кай — крупнейшая организация якудза в префектуре Окинава.

## История
Окинава Кёкурю-кай была образована в 1990 году, когда она отделилась от главной якудза-группы Окинавы, Кёкурю-кай. Образование возглавил Киёси Томинага, который стал первым главой Окинава Кёкурю-кай, наряду с Кёкурю-кай, была зарегистрирована как выделенная группа якудза в соответствии с Законом о борьбе с организованной преступностью в июне 1992 года.

## Состояние
Со штаб-квартирой в Наха, Окинава, Окинава Кёкурю-кай является одной из двух назначенных групп якудза в префектуре Окинава наряду со своей бывшей родительской организацией Кёкурю-кай. Окинава Кёкурю-кай является крупнейшей организацией якудза в префектуре Окинава, за ней следуют вторая по величине Кёкурю-кай и третья по величине Ёсими-когё.

## Дополнительно
Правила Окинава Кёкурю-кай запрещает своим членам заниматься торговлей наркотиками.